# Tour de Francia 2010
La 97.ª edición del Tour de Francia se disputó del 3 al 25 de julio de 2010. Constó de 20 etapas más un prólogo para completar un recorrido total de 3640,9 km, incluyendo 60,9 km contrarreloj repartidos en dos etapas, desde Róterdam (Países Bajos) hasta el clásico final de los Campos Elíseos en París.
En esta edición de la ronda gala se homenajeó a los puertos pirenaicos (en especial al puerto del Tourmalet), ya que en 2010 se cumplieron 100 años de su primer paso, en 1910.
Participaron 197 ciclistas, repartidos en 22 equipos, de los que lograron terminar 170 (la cantidad más alta de toda la historia).
La carrera arrancó con un prólogo de 8 kilómetros. Los días siguientes la carrera avanzó por Bélgica hasta llegar a Francia, habiendo pasado en la tercera etapa por varios tramos adoquinados frecuentados en la París-Roubaix. Posteriormente, en la octava etapa se llegó a los Alpes. En la decimocuarta etapa empezaron las cuatro etapas pirenaicas. Finalmente, el día 25 de julio la carrera llegó a París.
En principio el ganador de la carrera fue Alberto Contador pero fue descalificado como consecuencia del Caso Contador (ver sección Alberto Contador y el Caso Contador) por lo que el ganador final fue Andy Schleck (quien además se hizo con la clasificación de los jóvenes por tercer año consecutivo).
Por otra parte, tras la descalificación de Contador, Denis Menchov fue ascendido al segundo lugar tras haber superado a Samuel Sánchez (tercero), pero en el año 2014 la UCI sancionó a Menchov por violaciones de la reglamentación antidopaje debido a anomalías encontradas en su pasaporte biológico aplicables a su participación en las ediciones del Tour de Francia 2009, 2010 y 2012 por lo que el español Samuel Sánchez fue finalmente segundo y el ciclista belga Jurgen Van Den Broeck se quedó con el tercer lugar.
En las otras clasificaciones y premios secundarios se impusieron Alessandro Petacchi (puntos), Anthony Charteau (montaña), RadioShack (equipos) y Sylvain Chavanel (combatividad). El corredor con más victorias fue Mark Cavendish con cinco, todas ellas al sprint.

## Equipos participantes
Había dieciséis equipos confirmados desde 2008, estos eran los equipos de categoría UCI ProTour 2008 que permanecían en activo. Posteriormente se anunció que también tenía plaza fija el equipo ProTour 2010 del Team RadioShack y que serían 22 los que disputasen la ronda gala (no se llegaba a esa cifra de equipos desde el Tour de Francia 2003). Finalmente, el 30 de marzo se anunciaron los 5 que restaban para esa cifra de 22, estos fueron los equipos de categoría Profesional Continental del Garmin-Transitions, BMC Racing Team, Sky Professional Cycling Team, Team Katusha y Cervélo Test Team, invitando así a todos los equipos ProTour del 2010. Por ello, quedaron fuera formaciones que tenían esperanzas de entrar como los holandeses del Vacansoleil Pro Cycling Team y Skil-Shimano (al empezar el Tour en los Países Bajos) y el francés del Saur-Sojasun (único equipo francés que por categoría podía entrar y faltaba por invitar; los últimos equipos franceses que les dejaron fuera en sus mismas circunstancias fueron el Agritubel y el R.A.G.T. Semences en el Tour de Francia 2005).
Tras esta selección tomaron parte en la carrera 22 equipos: los 18 de categoría UCI ProTour; más 4 de categoría Profesional Continental (Bbox Bouygues Telecom, BMC Racing Team, Cervélo Test Team y Cofidis, le Crédit en Ligne). Formando así, en principio, un pelotón de 198 ciclistas aunque finalmente fueron 197 tras la exclusión del corredor del equipo Cervélo Xavier Florencio, con 9 corredores cada equipo (cerca del límite de 200 establecido para carreras profesionales), de los que acabaron 170; con 169 clasificados tras la desclasificación de Alberto Contador (ver sección Alberto Contador y el Caso Contador). Los equipos participantes fueron:
| ProTeams (18)- AG2R La Mondiale - Astana - Caisse d'Épargne - Euskaltel-Euskadi - FDJ - Footon-Servetto - Garmin-Transitions - HTC-Columbia - Katusha - Lampre-Farnese Vini - Liquigas-Doimo - Omega Pharma-Lotto - Quick Step - Rabobank - Team RadioShack - Saxo Bank - Sky - Team Milram Equipos continentales profesionales (4)- Bbox Bouygues Télécom - BMC Racing Team - Cervélo TestTeam - Cofidis, le Crédit en Ligne |
| |

## Etapas
| Etapa      | Fecha     | Recorrido                                  | type                    | Distancia (km) | Ganador              | Líder                         |
| ---------- | --------- | ------------------------------------------ | ----------------------- | -------------- | -------------------- | ----------------------------- |
| Prólogo    | 3 de jul  | Róterdam – Róterdam                        | prólogo                 | 8,9            | Fabian Cancellara    | Fabian Cancellara             |
| 1.ª etapa  | 4 de jul  | Róterdam – Bruselas                        | etapa llana             | 223,5          | Alessandro Petacchi  | Fabian Cancellara             |
| 2.ª etapa  | 5 de jul  | Bruselas – Spa                             | etapa llana             | 201            | Sylvain Chavanel     | Sylvain Chavanel              |
| 3.ª etapa  | 6 de jul  | Wanze – Arenberg                           | etapa llana             | 213            | Thor Hushovd         | Fabian Cancellara             |
| 4.ª etapa  | 7 de jul  | Cambrai – Reims                            | etapa llana             | 153,5          | Alessandro Petacchi  | Fabian Cancellara             |
| 5.ª etapa  | 8 de jul  | Épernay – Montargis                        | etapa llana             | 187,5          | Mark Cavendish       | Fabian Cancellara             |
| 6.ª etapa  | 9 de jul  | Montargis – Gueugnon                       | etapa llana             | 227,5          | Mark Cavendish       | Fabian Cancellara             |
| 7.ª etapa  | 10 de jul | Tournus – Station des Rousses              | etapa de media montaña  | 165,5          | Sylvain Chavanel     | Sylvain Chavanel              |
| 8.ª etapa  | 11 de jul | Station des Rousses – Avoriaz              | etapa de montaña        | 189            | Andy Schleck         | Cadel Evans                   |
| 9.ª etapa  | 13 de jul | Avoriaz – Saint-Jean-de-Maurienne          | etapa de montaña        | 204,5          | Sandy Casar          | Andy Schleck                  |
| 10.ª etapa | 14 de jul | Chambéry – Gap                             | etapa de media montaña  | 179            | Sérgio Paulinho      | Andy Schleck                  |
| 11.ª etapa | 15 de jul | Sisteron – Bourg-lès-Valence               | etapa llana             | 184,5          | Mark Cavendish       | Andy Schleck                  |
| 12.ª etapa | 16 de jul | Bourg-de-Péage – Mende                     | etapa de media montaña  | 210,5          | Joaquim Rodríguez    | Andy Schleck                  |
| 13.ª etapa | 17 de jul | Rodez – Revel                              | etapa llana             | 196            | Alekszandr Vinokurov | Andy Schleck                  |
| 14.ª etapa | 18 de jul | Revel – Ax 3 Domaines                      | etapa de montaña        | 184,5          | Christophe Riblon    | Andy Schleck                  |
| 15.ª etapa | 19 de jul | Pamiers – Bagnères-de-Luchon               | etapa de montaña        | 187,5          | Thomas Voeckler      | Andy Schleck Alberto Contador |
| 16.ª etapa | 20 de jul | Bagnères-de-Luchon – Pau                   | etapa de montaña        | 199,5          | Pierrick Fédrigo     | Andy Schleck Alberto Contador |
| 17.ª etapa | 22 de jul | Pau – Col du Tourmalet                     | etapa de montaña        | 174            | Andy Schleck         | Andy Schleck Alberto Contador |
| 18.ª etapa | 23 de jul | Salies-de-Béarn – Burdeos                  | etapa llana             | 198            | Mark Cavendish       | Andy Schleck Alberto Contador |
| 19.ª etapa | 24 de jul | Burdeos – Pauillac                         | contrarreloj individual | 52             | Fabian Cancellara    | Andy Schleck Alberto Contador |
| 20.ª etapa | 25 de jul | Longjumeau – Avenida de los Campos Elíseos | etapa llana             | 102,5          | Mark Cavendish       | Andy Schleck Alberto Contador |

Nota: Desde la etapa 15.ª a la 20.ª el líder en carrera fue el ciclista Alberto Contador, pero debido a su sanción por clembuterol, todos sus resultados le fueron anulados. Ver: Caso Contador.

## Clasificaciones finales

### Clasificación general
La clasificación general concluyó de la siguiente forma:

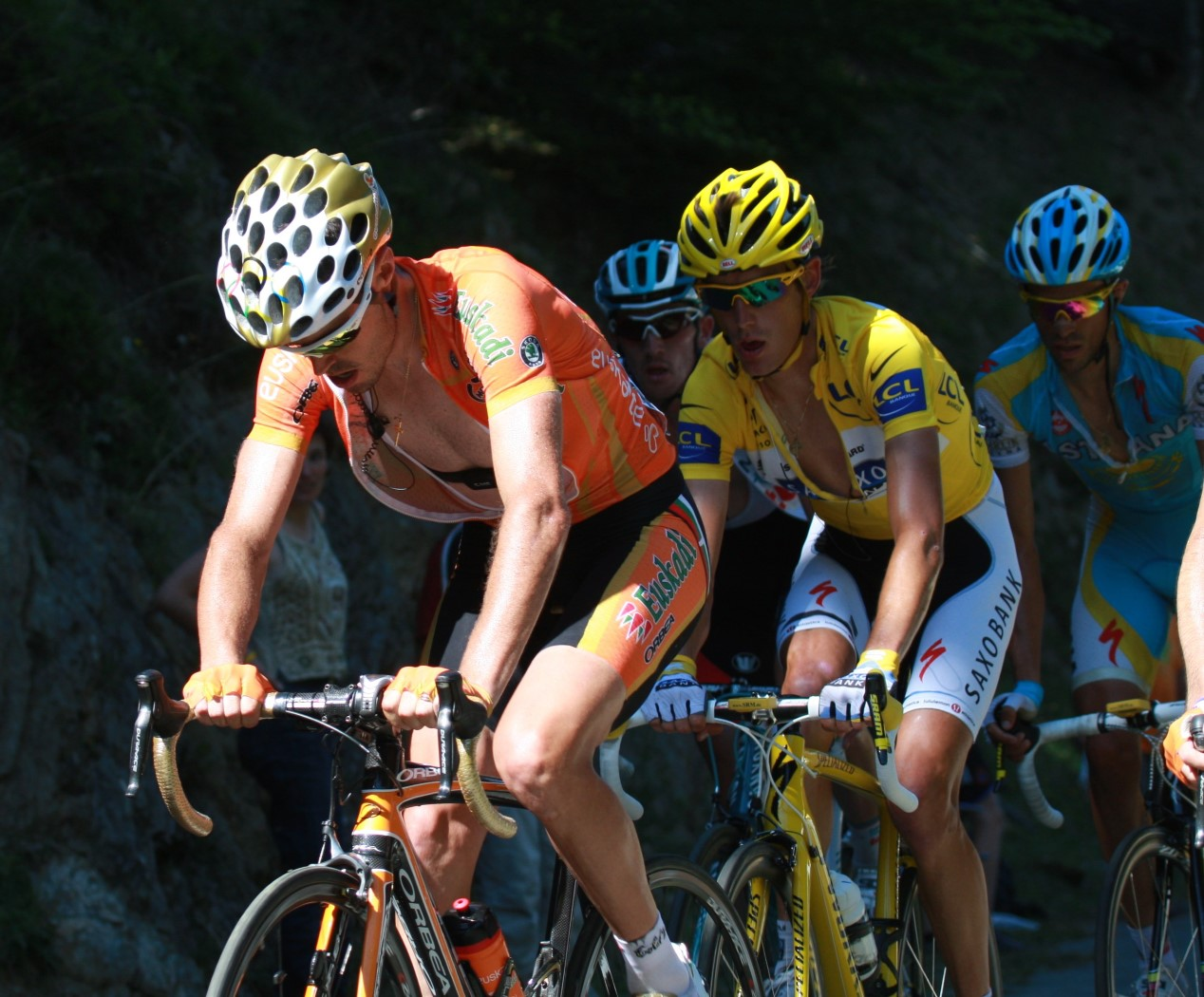
Sánchez, Schleck (maillot amarillo) y Contador durante el Tour 2010

| \| Clasificación general \| Clasificación general \| Clasificación general \| Clasificación general \| Clasificación general \| \| Ciclista \| Ciclista \| Equipo \| Tiempo \| \| \| --------------------- \| --------------------- \| --------------------- \| --------------------- \| --------------------- \| \| 1.º \| Alberto Contador \| Astana \| DES \| \| \| 1.º \| Andy Schleck \| Saxo Bank \| 91 h 59 min 27 s \| \| \| 2.º \| Denís Menshov \| Rabobank \| DES \| \| \| 2.º \| Samuel Sánchez \| Euskaltel-Euskadi \| + 3 min 01 s \| \| \| 3.º \| Jurgen van den Broeck \| Omega Pharma-Lotto \| + 6 min 15 s \| \| \| 4.º \| Robert Gesink \| Rabobank \| + 8 min 52 s \| \| \| 5.º \| Ryder Hesjedal \| Garmin-Transitions \| + 9 min 36 s \| \| \| 6.º \| Joaquim Rodríguez \| Katusha \| + 10 min 58 s \| \| \| 7.º \| Roman Kreuziger \| Liquigas-Doimo \| + 11 min 15 s \| \| \| 8.º \| Chris Horner \| Team RadioShack \| + 11 min 23 s \| \| \| 9.º \| Luis León Sánchez \| Caisse d'Épargne \| + 13 min 42 s \| \| \| 10.º \| Rubén Plaza \| Caisse d'Épargne \| + 13 min 50 s \| \| \| 11.º \| Levi Leipheimer \| Team RadioShack \| + 14 min 01 s \| \| \| 12.º \| Andreas Klöden \| Team RadioShack \| + 15 min 57 s \| \| \| 13.º \| Nicolas Roche \| AG2R La Mondiale \| + 16 min 20 s \| \| \| 14.º \| Alekszandr Vinokurov \| Astana \| + 17 min 07 s \| \| \| 15.º \| Thomas Lövkvist \| Team Sky \| + 20 min 07 s \| \| \| 16.º \| Kevin De Weert \| Quick Step \| + 21 min 15 s \| \| \| 17.º \| John Gadret \| AG2R La Mondiale \| + 23 min 25 s \| \| \| 18.º \| Carlos Sastre \| Cervélo TestTeam \| + 25 min 58 s \| \| \| 19.º \| Dani Moreno \| Omega Pharma-Lotto \| + 28 min 59 s \| \| \| 20.º \| Christophe Moreau \| Caisse d'Épargne \| + 33 min 22 s \| \| |                       |                    |                  |
| |                       |                    |                  |
| Fuente: ProCyclingStats |                       |                    |                  |
| Clasificación general |                       |                    |                  |
| Ciclista | Ciclista              | Equipo             | Tiempo           |
| 1.º | Alberto Contador      | Astana             | DES              |
| 1.º | Andy Schleck          | Saxo Bank          | 91 h 59 min 27 s |
| 2.º | Denís Menshov         | Rabobank           | DES              |
| 2.º | Samuel Sánchez        | Euskaltel-Euskadi  | + 3 min 01 s     |
| 3.º | Jurgen van den Broeck | Omega Pharma-Lotto | + 6 min 15 s     |
| 4.º | Robert Gesink         | Rabobank           | + 8 min 52 s     |
| 5.º | Ryder Hesjedal        | Garmin-Transitions | + 9 min 36 s     |
| 6.º | Joaquim Rodríguez     | Katusha            | + 10 min 58 s    |
| 7.º | Roman Kreuziger       | Liquigas-Doimo     | + 11 min 15 s    |
| 8.º | Chris Horner          | Team RadioShack    | + 11 min 23 s    |
| 9.º | Luis León Sánchez     | Caisse d'Épargne   | + 13 min 42 s    |
| 10.º | Rubén Plaza           | Caisse d'Épargne   | + 13 min 50 s    |
| 11.º | Levi Leipheimer       | Team RadioShack    | + 14 min 01 s    |
| 12.º | Andreas Klöden        | Team RadioShack    | + 15 min 57 s    |
| 13.º | Nicolas Roche         | AG2R La Mondiale   | + 16 min 20 s    |
| 14.º | Alekszandr Vinokurov  | Astana             | + 17 min 07 s    |
| 15.º | Thomas Lövkvist       | Team Sky           | + 20 min 07 s    |
| 16.º | Kevin De Weert        | Quick Step         | + 21 min 15 s    |
| 17.º | John Gadret           | AG2R La Mondiale   | + 23 min 25 s    |
| 18.º | Carlos Sastre         | Cervélo TestTeam   | + 25 min 58 s    |
| 19.º | Dani Moreno           | Omega Pharma-Lotto | + 28 min 59 s    |
| 20.º | Christophe Moreau     | Caisse d'Épargne   | + 33 min 22 s    |

(DES) Descalificado

### Clasificación por puntos

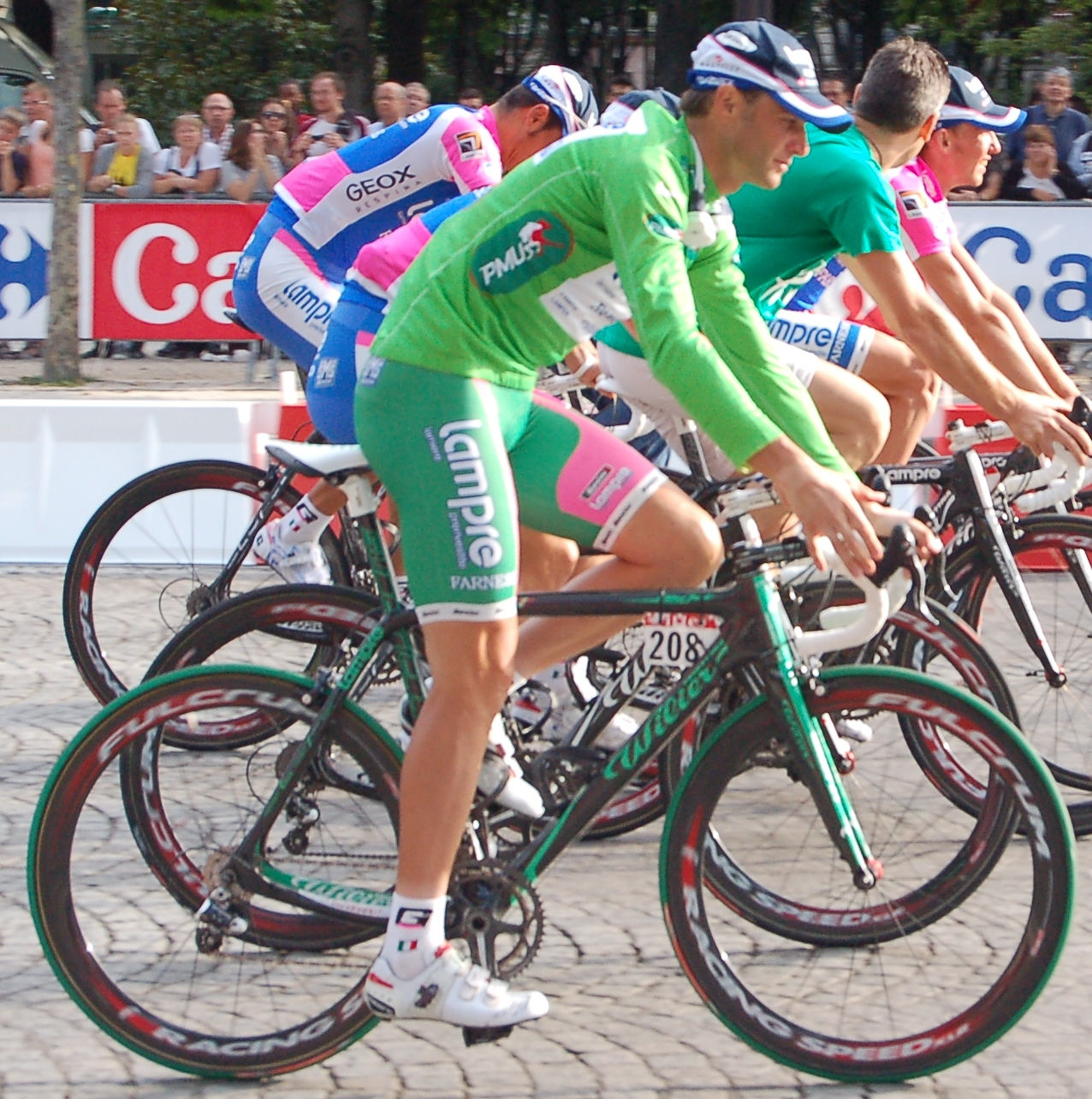
Alessandro Petacchi, con el maillot verde.

La clasificación por puntos concluyó de la siguiente forma:
| Clasificación por puntos | Clasificación por puntos | Clasificación por puntos | Clasificación por puntos | Clasificación por puntos |
| Ciclista                 | Ciclista                 | Equipo                   | Puntos                   |                          |
| ------------------------ | ------------------------ | ------------------------ | ------------------------ | ------------------------ |
| 1.º                      | Alessandro Petacchi      | Lampre-Farnese Vini      | 243 pts                  |                          |
| 2.º                      | Mark Cavendish           | HTC-Columbia             | 232 pts                  |                          |
| 3.º                      | Thor Hushovd             | Cervélo TestTeam         | 222 pts                  |                          |
| 4.º                      | José Joaquín Rojas       | Caisse d'Épargne         | 179 pts                  |                          |
| 5.º                      | Robbie McEwen            | Katusha                  | 179 pts                  |                          |
| 6.º                      | Edvald Boasson Hagen     | Team Sky                 | 161 pts                  |                          |
| 7.º                      | Sébastien Turgot         | BBox Bouygues Telecom    | 135 pts                  |                          |
| 8.º                      | Gerald Ciolek            | Team Milram              | 126 pts                  |                          |
| 9.º                      | Jürgen Roelandts         | Omega Pharma-Lotto       | 124 pts                  |                          |
| 10.º                     | Lloyd Mondory            | AG2R La Mondiale         | 119 pts                  |                          |

### Clasificación de la montaña

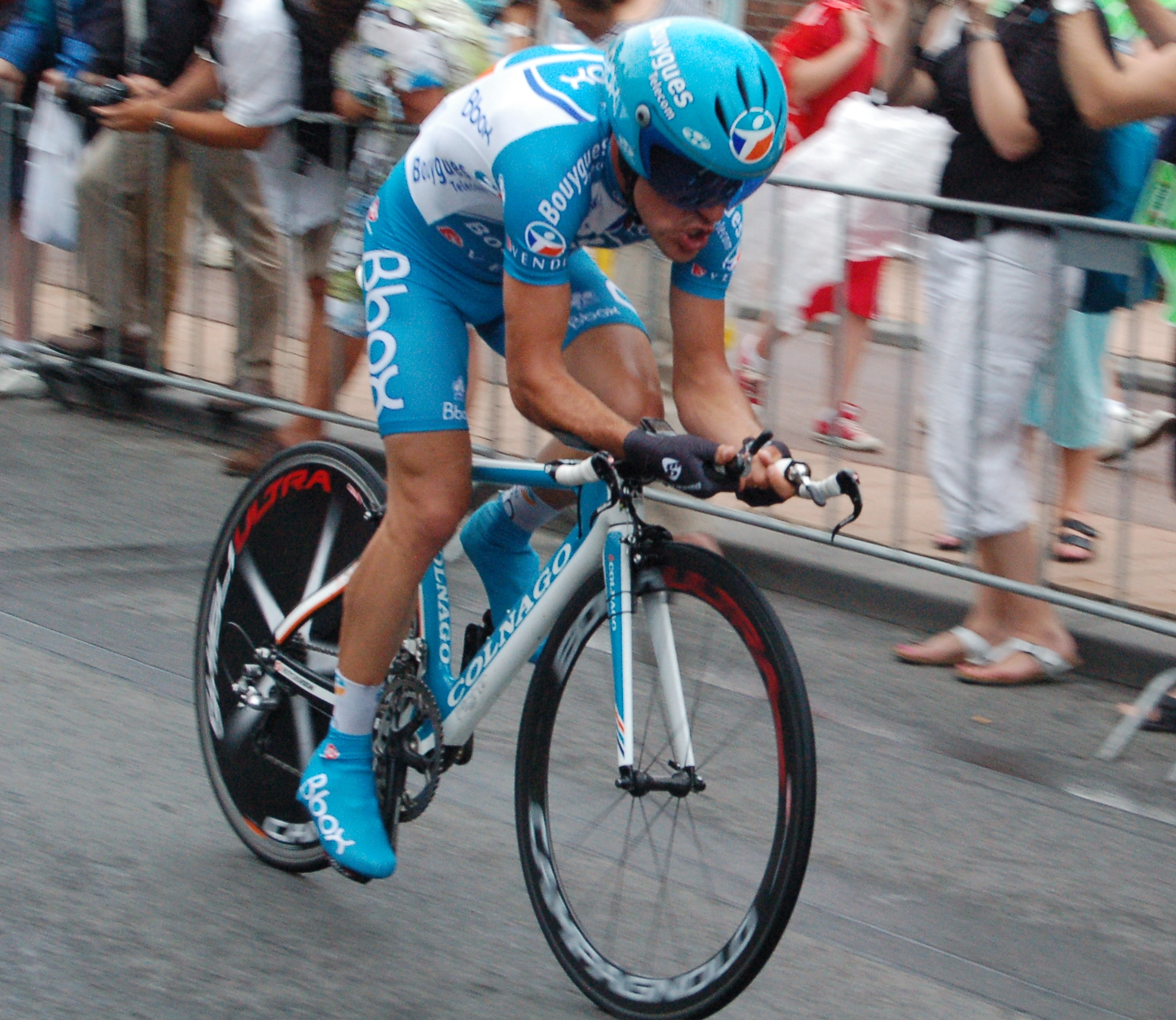
Anthony Charteau.

La clasificación de la montaña concluyó de la siguiente forma:
| Clasificación de la montaña | Clasificación de la montaña | Clasificación de la montaña | Clasificación de la montaña | Clasificación de la montaña |
| Ciclista                    | Ciclista                    | Equipo                      | Puntos                      |                             |
| --------------------------- | --------------------------- | --------------------------- | --------------------------- | --------------------------- |
| 1.º                         | Anthony Charteau            | BBox Bouygues Telecom       | 143 pts                     |                             |
| 2.º                         | Christophe Moreau           | Caisse d'Épargne            | 128 pts                     |                             |
| 3.º                         | Andy Schleck                | Saxo Bank                   | 116 pts                     |                             |
| 4.º                         | Alberto Contador            | Astana                      | DES                         |                             |
| 4.º                         | Damiano Cunego              | Lampre-Farnese Vini         | 112 pts                     |                             |
| 5.º                         | Samuel Sánchez              | Euskaltel-Euskadi           | 99 pts                      |                             |
| 6.º                         | Sandy Casar                 | FDJ                         | 96 pts                      |                             |
| 7.º                         | Jérôme Pineau               | Quick Step                  | 93 pts                      |                             |
| 8.º                         | Thomas Voeckler             | BBox Bouygues Telecom       | 92 pts                      |                             |
| 9.º                         | Pierrick Fédrigo            | BBox Bouygues Telecom       | 82 pts                      |                             |
| 10.º                        | Joaquim Rodríguez           | Katusha                     | 72 pts                      |                             |

### Clasificación de los jóvenes

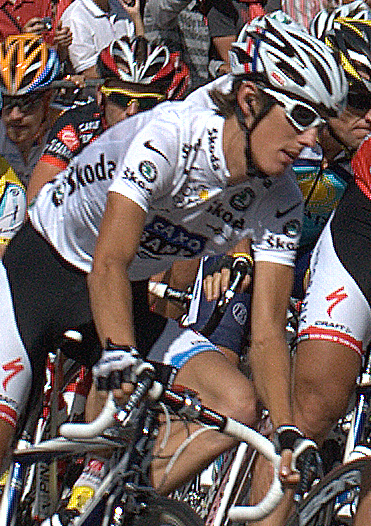
Andy Schleck, con el maillot blanco.

La clasificación de los jóvenes concluyó de la siguiente forma:
| Clasificación del mejor joven | Clasificación del mejor joven | Clasificación del mejor joven | Clasificación del mejor joven | Clasificación del mejor joven |
| Ciclista                      | Ciclista                      | Equipo                        | Tiempo                        |                               |
| ----------------------------- | ----------------------------- | ----------------------------- | ----------------------------- | ----------------------------- |
| 1.º                           | Andy Schleck                  | Saxo Bank                     | 91 h 59 min 26 s              |                               |
| 2.º                           | Robert Gesink                 | Rabobank                      | + 8 min 52 s                  |                               |
| 3.º                           | Roman Kreuziger               | Liquigas-Doimo                | + 11 min 15 s                 |                               |
| 4.º                           | Julien El Fares               | Cofidis, le Crédit en Ligne   | + 52 min 43 s                 |                               |
| 5.º                           | Cyril Gautier                 | BBox Bouygues Telecom         | + 1 h 24 min 33 s             |                               |
| 6.º                           | Jakob Fuglsang                | Saxo Bank                     | + 1 h 37 min 53 s             |                               |
| 7.º                           | Rafa Valls                    | Footon-Servetto               | + 1 h 41 min 48 s             |                               |
| 8.º                           | Pierre Rolland                | BBox Bouygues Telecom         | + 1 h 46 min 03 s             |                               |
| 9.º                           | Geraint Thomas                | Team Sky                      | + 1 h 59 min 26 s             |                               |
| 10.º                          | José Joaquín Rojas            | Caisse d'Épargne              | + 2 h 01 min 19 s             |                               |

### Clasificación por equipos

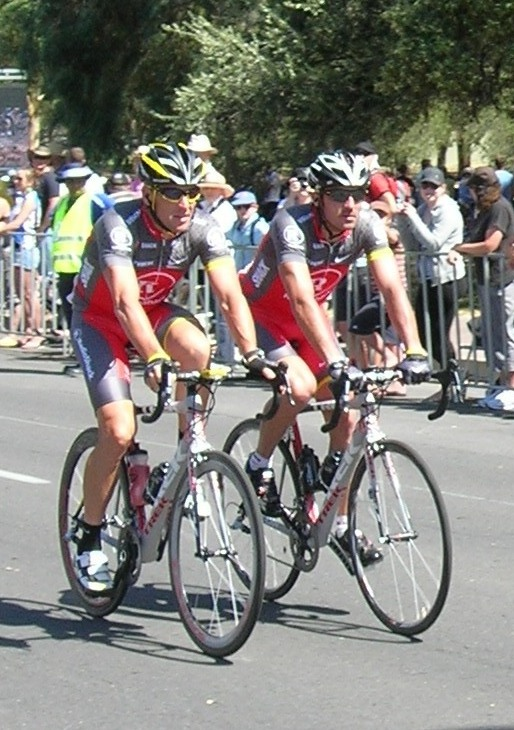
Lance Armstrong y Yaroslav Popovych integrantes del RadioShack.

La clasificación por equipos concluyó de la siguiente forma:
| Clasificación por equipos | Clasificación por equipos | Clasificación por equipos | Clasificación por equipos |
| Equipo                    | Equipo                    | Tiempo                    |                           |
| ------------------------- | ------------------------- | ------------------------- | ------------------------- |
| 1.º                       | Team RadioShack           | 276 h 02 min 03 s         |                           |
| 2.º                       | Caisse d'Épargne          | + 9 min 15 s              |                           |
| 3.º                       | Rabobank                  | + 27 min 49 s             |                           |
| 4.º                       | AG2R La Mondiale          | + 41 min 10 s             |                           |
| 5.º                       | Omega Pharma-Lotto        | + 51 min 01 s             |                           |
| 6.º                       | Astana                    | + 56 min 16 s             |                           |
| 7.º                       | Quick Step                | + 1 h 06 min 23 s         |                           |
| 8.º                       | Euskaltel-Euskadi         | + 1 h 23 min 02 s         |                           |
| 9.º                       | Liquigas-Doimo            | + 1 h 29 min 14 s         |                           |
| 10.º                      | Bbox Bouygues Télécom     | + 1 h 54 min 18 s         |                           |

## Evolución de las clasificaciones
| Etapa                   |                         | Ganador _            | Clasificación general         | Puntos              | Montaña          | Jóvenes        | Combatividad         | Equipo           |
| ----------------------- | ----------------------- | -------------------- | ----------------------------- | ------------------- | ---------------- | -------------- | -------------------- | ---------------- |
| Prólogo                 | prólogo                 | Fabian Cancellara    | Fabian Cancellara             | Fabian Cancellara   | no otorgado      | Tony Martin    | no otorgado          | Team RadioShack  |
| 1.ª etapa               | etapa llana             | Alessandro Petacchi  | Fabian Cancellara             | Alessandro Petacchi | no otorgado      | Tony Martin    | Maarten Wynants      | Team RadioShack  |
| 2.ª etapa               | etapa llana             | Sylvain Chavanel     | Sylvain Chavanel              | Sylvain Chavanel    | Jérôme Pineau    | Tony Martin    | Sylvain Chavanel     | Quick Step       |
| 3.ª etapa               | etapa llana             | Thor Hushovd         | Fabian Cancellara             | Thor Hushovd        | Jérôme Pineau    | Geraint Thomas | Ryder Hesjedal       | Saxo Bank        |
| 4.ª etapa               | etapa llana             | Alessandro Petacchi  | Fabian Cancellara             | Thor Hushovd        | Jérôme Pineau    | Geraint Thomas | Dimitri Champion     | Saxo Bank        |
| 5.ª etapa               | etapa llana             | Mark Cavendish       | Fabian Cancellara             | Thor Hushovd        | Jérôme Pineau    | Geraint Thomas | Iván Gutiérrez       | Saxo Bank        |
| 6.ª etapa               | etapa llana             | Mark Cavendish       | Fabian Cancellara             | Thor Hushovd        | Jérôme Pineau    | Geraint Thomas | Mathieu Perget       | Saxo Bank        |
| 7.ª etapa               | etapa de media montaña  | Sylvain Chavanel     | Sylvain Chavanel              | Thor Hushovd        | Jérôme Pineau    | Andy Schleck   | Jérôme Pineau        | Astana           |
| 8.ª etapa               | etapa de montaña        | Andy Schleck         | Cadel Evans                   | Thor Hushovd        | Jérôme Pineau    | Andy Schleck   | Mario Aerts          | Rabobank         |
| 9.ª etapa               | etapa de montaña        | Sandy Casar          | Andy Schleck                  | Thor Hushovd        | Anthony Charteau | Andy Schleck   | Luis León Sánchez    | Caisse d'Épargne |
| 10.ª etapa              | etapa de media montaña  | Sérgio Paulinho      | Andy Schleck                  | Thor Hushovd        | Jérôme Pineau    | Andy Schleck   | Mario Aerts          | Caisse d'Épargne |
| 11.ª etapa              | etapa llana             | Mark Cavendish       | Andy Schleck                  | Alessandro Petacchi | Jérôme Pineau    | Andy Schleck   | Stéphane Augé        | Caisse d'Épargne |
| 12.ª etapa              | etapa de media montaña  | Joaquim Rodríguez    | Andy Schleck                  | Thor Hushovd        | Anthony Charteau | Andy Schleck   | Alekszandr Vinokurov | Team RadioShack  |
| 13.ª etapa              | etapa llana             | Alekszandr Vinokurov | Andy Schleck                  | Alessandro Petacchi | Anthony Charteau | Andy Schleck   | Juan Antonio Flecha  | Team RadioShack  |
| 14.ª etapa              | etapa de montaña        | Christophe Riblon    | Andy Schleck                  | Alessandro Petacchi | Anthony Charteau | Andy Schleck   | Christophe Riblon    | Caisse d'Épargne |
| 15.ª etapa              | etapa de montaña        | Thomas Voeckler      | Andy Schleck Alberto Contador | Alessandro Petacchi | Anthony Charteau | Andy Schleck   | Thomas Voeckler      | Team RadioShack  |
| 16.ª etapa              | etapa de montaña        | Pierrick Fédrigo     | Andy Schleck Alberto Contador | Thor Hushovd        | Anthony Charteau | Andy Schleck   | Carlos Barredo       | Team RadioShack  |
| 17.ª etapa              | etapa de montaña        | Andy Schleck         | Andy Schleck Alberto Contador | Thor Hushovd        | Anthony Charteau | Andy Schleck   | Aleksandr Kolobnev   | Team RadioShack  |
| 18.ª etapa              | etapa llana             | Mark Cavendish       | Andy Schleck Alberto Contador | Alessandro Petacchi | Anthony Charteau | Andy Schleck   | Daniel Oss           | Team RadioShack  |
| 19.ª etapa              | contrarreloj individual | Fabian Cancellara    | Andy Schleck Alberto Contador | Alessandro Petacchi | Anthony Charteau | Andy Schleck   | no otorgado          | Team RadioShack  |
| 20.ª etapa              | etapa llana             | Mark Cavendish       | Andy Schleck Alberto Contador | Alessandro Petacchi | Anthony Charteau | Andy Schleck   | no otorgado          | Team RadioShack  |
| Clasificaciones finales | Clasificaciones finales |                      | Andy Schleck                  | Alessandro Petacchi | Anthony Charteau | Andy Schleck   | Sylvain Chavanel     | Team RadioShack  |

## Alberto Contador y el Caso Contador
En septiembre de 2010 se hizo pública la presencia de clembuterol en una muestra de orina de Alberto Contador obtenida el 21 de julio de dicho año, durante la segunda jornada de descanso de este Tour. Se trata de una sustancia broncodilatadora prohibida por la Unión Ciclista Internacional y la Agencia Mundial Antidopaje, y que no puede ser generada de forma endógena por el organismo humano. La concentración de clembuterol hallada en la muestra fue de 50 picogramos por mililitro. Contador, que ya había dado por concluida su temporada, fue suspendido de forma provisional por la UCI.
Finalmente, tras innumerables prórrogas, el 6 de febrero de 2012 el Tribunal de Arbitraje Deportivo (TAS) le impuso una sanción de 2 años y le desposeyó del título del Tour de Francia ganado en 2010 por el positivo con clembuterol además de todos sus resultados posteriores. No pudiendo volver a competir hasta el 6 de agosto de 2012, teniendo en cuenta sanciones temporales que redujeron su sanción hasta dicha fecha.
Por lo tanto oficialmente Contador fue desclasificado de la ronda francesa con la indicación "0 DSQ" (descalificado) aunque indicando el tiempo y puntos de las clasificaciones parciales y finales. En la que fue segundo en la 12.ª y 17.ª etapas y quinto en la 8.ª etapa como resultados parciales más destacados; además, en las clasificaciones finales fue ganador de la general y tercero en la de la montaña como resultados finales más destacados. Todos sus resultados parciales fueron anulados y su puesto quedó vacante excepto en la de la clasificación general diaria y final que en ese caso su exclusión supuso que los corredores que quedaron por detrás de él (hasta el 21º) subieran un puesto en la clasificación, quedando vacante la vigesimoprimera posición. Teniendo su participación solo incidencia en la clasificación por equipos como suele ser habitual en estos casos de expulsión de corredores.
Esta sanción no tuvo incidencia en el UCI World Ranking debido a que la temporada ya había finalizado cuando se decidió la sanción, sin embargo la UCI anunció que estudiaría la descalificación del Team Saxo Bank como equipo de categoría UCI ProTour ya que Alberto reunía el 68% de los puntos con el que equipo logró estar en dicha categoría en el 2012.